# Бларингам
Бларингам (фр. Blaringhem) насеље је и општина у североисточној Француској у региону Север-Па д Кале, у департману Север која припада префектури Денкерк.
По подацима из 2011. године у општини је живело 1.982 становника, а густина насељености је износила 108,72 становника/km². Општина се простире на површини од 18,23 km². Налази се на средњој надморској висини од 23 метара (максималној 76 m, а минималној 17 m).

## Демографија
| 1962. | 1968. | 1975. | 1982. | 1990. | 1999. | 2011. |
| ----- | ----- | ----- | ----- | ----- | ----- | ----- |
| 1.359 | 1.412 | 1.395 | 1.358 | 1.611 | 1.791 | 1.982 |